# 2018년 런던 마라톤
2018년 런던 마라톤(2018 London Marathon)은 2018년 4월 22일 일요일에 열린 38 번째 런던 마라톤 대회이다.
최고기온이 24.1 °C까지 오르면서, 대회 역사상 가장 높은 온도를 기록하였다. 약 4만여 명이 참가하였으며, 엘리자베스 2세 여왕이 출발 버튼을 누르며 경기가 시작되었다.
엘리우드 킵초게(케냐, 2시간 4분 17초)가 남자 부문, 비비안 체루이요트(케냐, 2시간 18분 31초)가 여자 부문에서 각각 우승하였다. 한편, 영국의 육상 선수 모 패러가 영국신기록(남자부 3 위, 2시간 6분 21초)을 세웠다.

## 경기 결과
다음은 엘리트 부문의 경기 기록이다.
| 순위 | 선수 이름                                     | 국가       | 기록     |
| ---- | --------------------------------------------- | ---------- | -------- |
| 1    | 일리우드 킵초게                               | 케냐       | 02:04:17 |
| 2    | 슈라 키타타 토라(Tola Shura Kitata)           | 에티오피아 | 02:04:49 |
| 3    | 모 패라                                       | 영국       | 02:06:21 |
| 4    | 아벨 키루이                                   | 케냐       | 02:07:07 |
| 5    | 베단 카로키 무치리(Bedan Karoki Muchiri)      | 케냐       | 02:08:34 |
| 6    | 케네니사 베켈레                               | 에티오피아 | 02:08:53 |
| 7    | 로렌스 체로노Lawrence Cherono                 | 케냐       | 02:09:25 |
| 8    | 다니엘 완지루(Daniel Wanjiru)                 | 케냐       | 02:10:35 |
| 9    | 에마뉴엘 메셀(Amanuel Mesel)                  | 에리트레아 | 02:11:52 |
| 10   | 요하네스 게브레게르기시(Yohanes Gebregergish) | 에리트레아 | 02:12:09 |

| 순위 | 선수 이름                                          | 국가       | 기록     |
| ---- | -------------------------------------------------- | ---------- | -------- |
| 1    | 비비안 체루이요트(Vivian Cheruiyot)                | 케냐       | 02:18:31 |
| 2    | 브리짓 코스게이(Brigid Kosgei)                     | 케냐       | 02:20:13 |
| 3    | 타데렉 베켈레(Tadelech Bekele)                     | 에티오피아 | 02:21:40 |
| 4    | 글레디스 체로노 키프로노(Gladys Cherono Kiprono)   | 케냐       | 02:24:10 |
| 5    | 마리 제프코스게이 케이타니(Mary Jepkosgei Keitany) | 케냐       | 02:24:27 |
| 6    | 로즈 체리모(Rose Chelimo)                          | 바레인     | 02:26:03 |
| 7    | 마레 디바바(Mare Dibaba)                           | 에티오피아 | 02:27:45 |
| 8    | 릴리 페트리지(Lily Partridge)                      | 영국       | 02:29:24 |
| 9    | 트레이시 바로우(Tracy Barlow)                      | 영국       | 02:32:09 |
| 10   | 스테파니 브루스(Stephanie Bruce)                   | 미국       | 02:32:28 |